# Plan de relance économique des États-Unis de 2009
Le plan de relance économique des États-Unis de 2009 est un programme mis en place par le gouvernement des États-Unis dans le but de relancer l'économie américaine à la suite de la crise économique de 2008-2009 qui affecte, entre autres, le système financier américain. Le plan a été accepté par la Chambre des représentants des États-Unis et le Sénat des États-Unis après une série de débats, chacune des chambres ayant proposé son propre plan. Elles se sont entendues pour un programme qui coûtera environ 789 milliards de dollars. Le plan est mis en vigueur pour principalement tenter de « créer ou sauver trois à quatre millions d'emplois ».
Le 18 mars 2009, pour contrer les effets de la récession aux États-Unis, la Réserve fédérale des États-Unis a décidé d'acquérir pour 300 milliards de dollars d'obligations du département du Trésor des États-Unis, pour 750 milliards de dollars de mortgage-backed securities (MBS) et d'acquérir des dettes de Fannie Mae et Freddie Mac pour 100 milliards de dollars. Ces opérations ont, entre autres, pour but d'augmenter la liquidité sur les marchés de l'emprunt.
Ce plan a été accompagné par des mesures protectionnistes, visant à réserver les financements d'infrastructures publiques à des projets utilisant des biens manufacturés produits aux États-Unis, le Buy American provision.

## Les différents volets
- Allègements fiscaux fédéraux : 288 milliards de dollars US
- Allègements fiscaux locaux : 144 milliards de dollars US
- Infrastructure et science : 111 milliards de dollars US
- Protection sociale : 81 milliards de dollars US
- Santé : 59 milliards de dollars US
- Enseignement et formation : 53 milliards de dollars US
- Énergie : 43 milliards de dollars US
- Autres : 8 milliards de dollars US

### Recherche scientifique
Total : 21 milliards , dont:

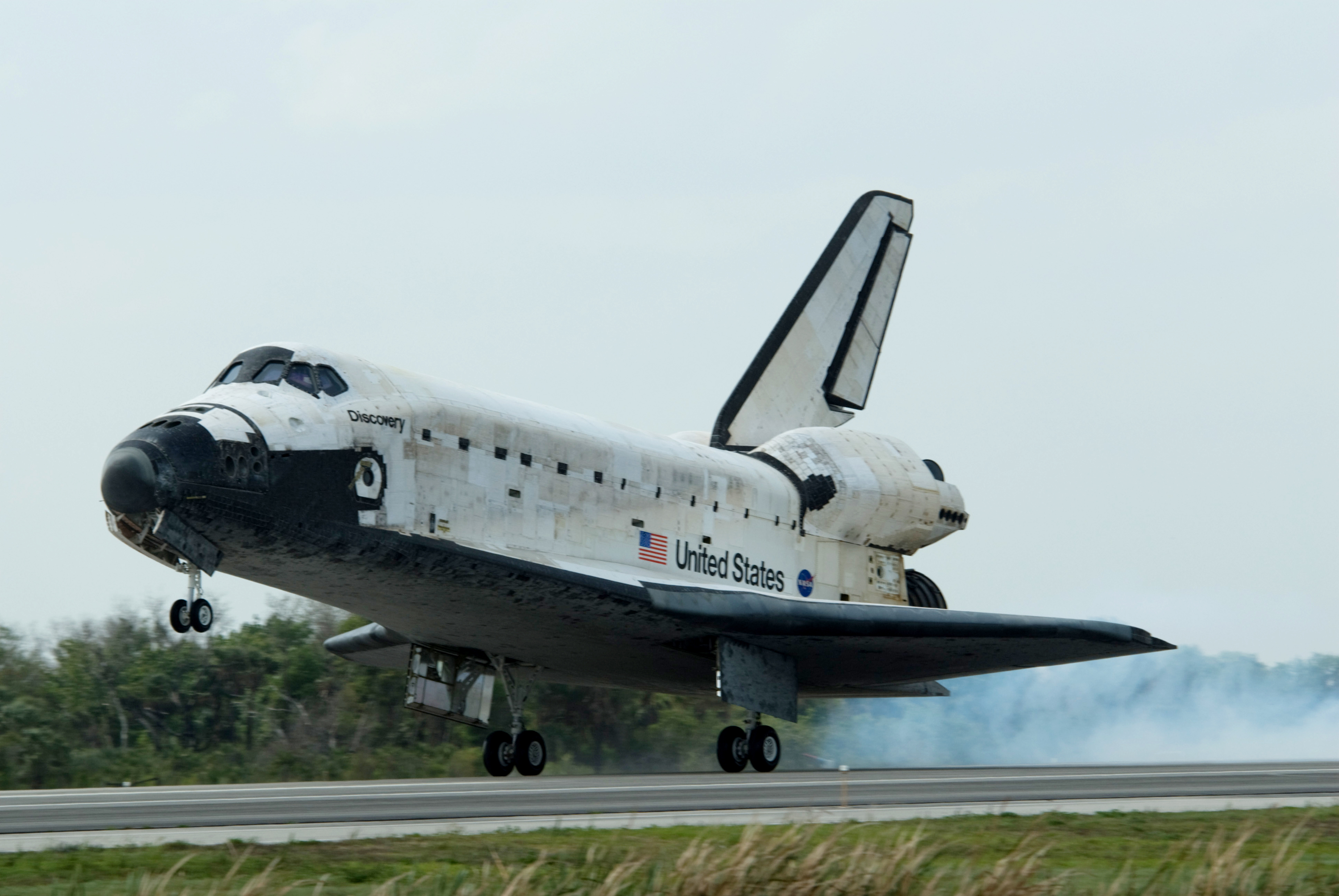
La NASA est l'une des agences qui reçoit des fonds additionnels.

- 3 milliards de dollars US pour la National Science Foundation
- 2 milliards de dollars US pour le département de l'Énergie des États-Unis
- 1,3 milliard de dollars US pour les centres de recherche universitaire
- 1 milliard de dollars US pour la NASA
- 600 millions de dollars US pour la National Oceanic and Atmospheric Administration (NOAA)
- 580 millions de dollars US pour le National Institute of Standards and Technology
- 230 millions de dollars US pour la NOAA
- 140 millions de dollars US pour le United States Geological Survey

### Transports
Le 16 avril 2009, le président américain Barack Obama a officiellement dévoilé un plan de 13 milliards de dollars destiné à financer la mise en place de différents corridors ferroviaires pour le transport de passagers par TGV.

### Logement
Le 18 février 2009, le président des États-Unis Barack Obama a annoncé la mise en place d'un plan visant spécifiquement les propriétaires de résidence. Il a pour objectif d'éviter à au moins sept millions de propriétaires américains la saisie de leur résidence. Ce plan dit immobilier est en sus de ceux annoncés précédemment. Il est initialement pourvu d'une enveloppe de 75 milliards de dollars, mais elle pourrait augmenter jusqu'à plusieurs centaines de milliards.